# Силвенія Тауншип (округ Поттер, Пенсільванія)
Силвенія Тауншип (англ. Sylvania Township) — селище (англ. township) в США, в окрузі Поттер штату Пенсільванія. Населення — 78 осіб (2020).

## Демографія
Згідно з переписом 2010 року, у селищі мешкало 77 осіб у 34 домогосподарствах у складі 23 родин. Було 274 помешкання
Расовий склад населення:
| - 100,0 % — білих |

До двох чи більше рас належало 0,0 %. Частка іспаномовних становила 1,3 % від усіх жителів.
За віковим діапазоном населення розподілялося таким чином: 14,3 % — особи молодші 18 років, 66,2 % — особи у віці 18—64 років, 19,5 % — особи у віці 65 років та старші. Медіана віку мешканця становила 52,2 року. На 100 осіб жіночої статі у селищі припадало 108,1 чоловіків;  на 100 жінок у віці від 18 років та старших — 120,0 чоловіків також старших 18 років.
Середній дохід на одне домашнє господарство  становив 55 271 долар США (медіана — 47 500), а середній дохід на одну сім'ю — 61 100 доларів (медіана — 54 375). За межею бідності перебувало 5,1 % осіб, у тому числі 0,0 % дітей у віці до 18 років та 0,0 % осіб у віці 65 років та старших.
Цивільне працевлаштоване населення становило 33 особи. Основні галузі зайнятості: транспорт — 30,3 %, виробництво — 27,3 %, будівництво — 12,1 %, освіта, охорона здоров'я та соціальна допомога — 9,1 %.